# Barkós sarlósfecske
A barkós sarlósfecske (Hemiprocne mystacea) a madarak osztályának sarlósfecske-alakúak (Apodiformes)  rendjébe és az erdei sarlósfecskefélék (Hemiprocnidae) családjába tartozó faj.

## Előfordulása
Indonézia, Pápua Új-Guinea és a Salamon-szigetek területén honos. Megtalálható szubtrópusi és trópusi nedves síkvidéki erdőkben, mangroveerdőkben és nedves hegyvidékeken.

## Alfajai
- Hemiprocne mystacea confirmata
- Hemiprocne mystacea mystacea
- Hemiprocne mystacea aeroplanes
- Hemiprocne mystacea macrura
- Hemiprocne mystacea woodfordiana
- Hemiprocne mystacea carbonaria

## Megjelenése
|  |

## Külső hivatkozás
- Képek az interneten a fajról
- Ibc.lynxeds.com - videók a fajról
- Xeno-canto.org - a faj hangja és elterjedési térképe